# Numonyx
Numonyx war ein Halbleiterhersteller – spezialisiert auf Flash-Speicher – der durch ein Joint Venture zwischen den Unternehmen Intel, STMicroelectronics und Francisco Partners entstanden ist.
Das Unternehmen wurde im September 2007 in Amsterdam eingetragen und nahm Anfang April 2008 seine operative Tätigkeit auf. Intel und STMicroelectronics legten dabei ihre Speichersparten zusammen. Schwerpunkte waren Flash-Speicher und Phase Change Memory (PCM). Der operative Hauptsitz befand sich in der Schweiz, in Rolle VD. Geführt wurde das Unternehmen durch den CEO Brian Harrison, einem ehemaligen Intel-VP und dem COO Mario Licciardello, einem ehemaligen CVP von STMicroelectronics. Hauptaktionäre von Numonyx waren STMicroelectronics mit 48,6 % der Anteile und Intel mit 45,1 % der Anteile. Der Rest fiel auf Francisco Partners. Im Frühjahr 2010 nahm Numonyx die Serienfertigung von Phasenwechselspeichern auf.
Im Februar 2010 wurde die vollständige Übernahme von Numonyx durch Micron Technology bekannt gegeben. Die Transaktion wurde am 7. Mai 2010 abgeschlossen. Die Unternehmensaktivitäten werden seither von Micron Technology weitergeführt.